# Thecla taiheizana
Thecla taiheizana är en fjärilsart som beskrevs av Shuhei Nomura 1931. Thecla taiheizana ingår i släktet Thecla och familjen juvelvingar. Inga underarter finns listade i Catalogue of Life.